# PA-477
A  PA-477 é uma rodovia brasileira do estado do Pará. Essa estrada intercepta a Rodovia Transbrasiliana (BR-153) em sua extremidade leste, e a BR-155 em sua extremidade oeste.
Está localizada na região sudeste do estado, atendendo aos municípios de São Geraldo do Araguaia, Piçarra e Xinguara. 